# Jérémy Manière
Pour les articles homonymes, voir Manière.
Jérémy Manière, né le 26 juillet 1991 à Pompaples (Suisse), est un footballeur suisse, qui évolue au poste de défenseur central au sein du club du FC Stade Lausanne Ouchy.

## Biographie

### Carrière en club
Le 30 juin 2019, alors libre de tout contrat, Jérémy Manière s'engage avec le néo-promu de Challenge League 2019-2020, le FC Stade Lausanne Ouchy.

### Carrière en sélection
Jérémy Manière joue trois matchs avec l'équipe de Suisse des moins de 20 ans : face à l'Italie (perdu 3-0), l'Allemagne (perdu 2-0) et encore l'Allemagne (perdu 3-2).